# Afrosphinx amabilis
Afrosphinx amabilis är en fjärilsart som beskrevs av Jordan 1911. Afrosphinx amabilis ingår i släktet Afrosphinx och familjen svärmare. Inga underarter finns listade i Catalogue of Life.